# Karawyszań (przystanek kolejowy)
Karawyszań (biał. Каравышань, ros. Каровышень) – przystanek kolejowy pomiędzy miejscowościami Karawyszań i Klimauka, w rejonie homelskim, w obwodzie homelskim, na Białorusi. Położony jest na linii Homel - Czernihów.